# HMS Brilliant (F90)
Za druge ladje glejte HMS Boxer.
HMS Brilliant (F90) je bila fregata razreda type 22 Kraljeve vojne mornarice.
Fregata je sodelovala v falklandski vojni. Dva njena helikopterja sta napadla argentinsko podmornico Santa Fe.
Kot prva vojaška ladja Kraljeve vojne mornarice je izstrelila in uporabila v vojni izstrelke Seawolf.
BBC je o ladji naredil dokumentarni film.
31. avgusta 1996 je bila prodana Brazilski vojni mornarici in preimenovana v Dodsworth.